# Сироїжка рожева
Сироїжка рожева (Russula rosea) — вид грибів роду сироїжка (Russula) з родини сироїжкових — Russulaceae. Сучасну біномінальну назву надано у 1796 році.

## Будова
Видає себе в оточуючому середовищі цей гриб рожево–червоною шапкою, яка має оригінальні, ніби розпливчасті жовтуваті або білуваті плями. У діаметрі шапка досягає 10 см. У молодих плодових тіл форма випукла, у дорослих плоско розпростерта, у деяких грибів увігнуто–розпростерта, її край рівний і товстий. У цього гриба ніжка завдовжки до 8 см, завширшки до 2,5 см. У молодих грибів біла, у дорослих рожева, суцільна та волокниста.

## Поширення та середовище існування
Зустрічається цей шапковий гриб у листяних та соснових лісах. В Україні зростає на Правобережному Поліссі та в Правобережному Лісостепу.

## Практичне використання
Сироїжка рожева — їстівний шапковий гриб, який солять, деякі вживають свіжими.